# Герман, Алексей Алексеевич
Алексе́й Алексе́евич Ге́рман (Алексей Герман-младший, род. 4 сентября 1976) — российский кинорежиссёр и сценарист. Его стиль отличается тягой к панорамированию и глубинной мизансценировке, а также изощрённой визуальной культурой, зачастую превалирующей над смыслом.

## Биография
Родился 4 сентября 1976 года в Ленинграде в семье кинорежиссёра Алексея Юрьевича Германа и автора сценариев Светланы Кармалиты. Внук писателя Юрия Германа.
В 2001 году окончил режиссёрский факультет ВГИКа (мастерская Сергея Соловьёва и Валерия Рубинчика), работал на киностудии «Ленфильм».
Алексей Герман-старший в телеинтервью заявлял, что Герман-младший до своего первого фильма «Последний поезд» снял и другой, неизвестный широкой публике фильм. В 2015 году в конкурсе Берлинского кинофестиваля участвовал фильм Алексея Германа-младшего «Под электрическими облаками». Фильм был удостоен «Серебряного медведя» за выдающиеся достижения в области киноискусства (кинооператоры Евгений Привин и Александр Михальчук).
В 2018 году вышел его фильм «Довлатов», о нескольких днях из жизни писателя Сергея Довлатова в 1971 году. После этого режиссёр начал работу над фильмом «Воздух», который рассказывает о советских лётчиках во время войны.
Жена — Елена Окопная, с 2015 года — художник-постановщик на всех картинах Германа.

## Фильмография
- 2003 — Последний поезд
- 2005 — Гарпастум
- 2008 — Бумажный солдат

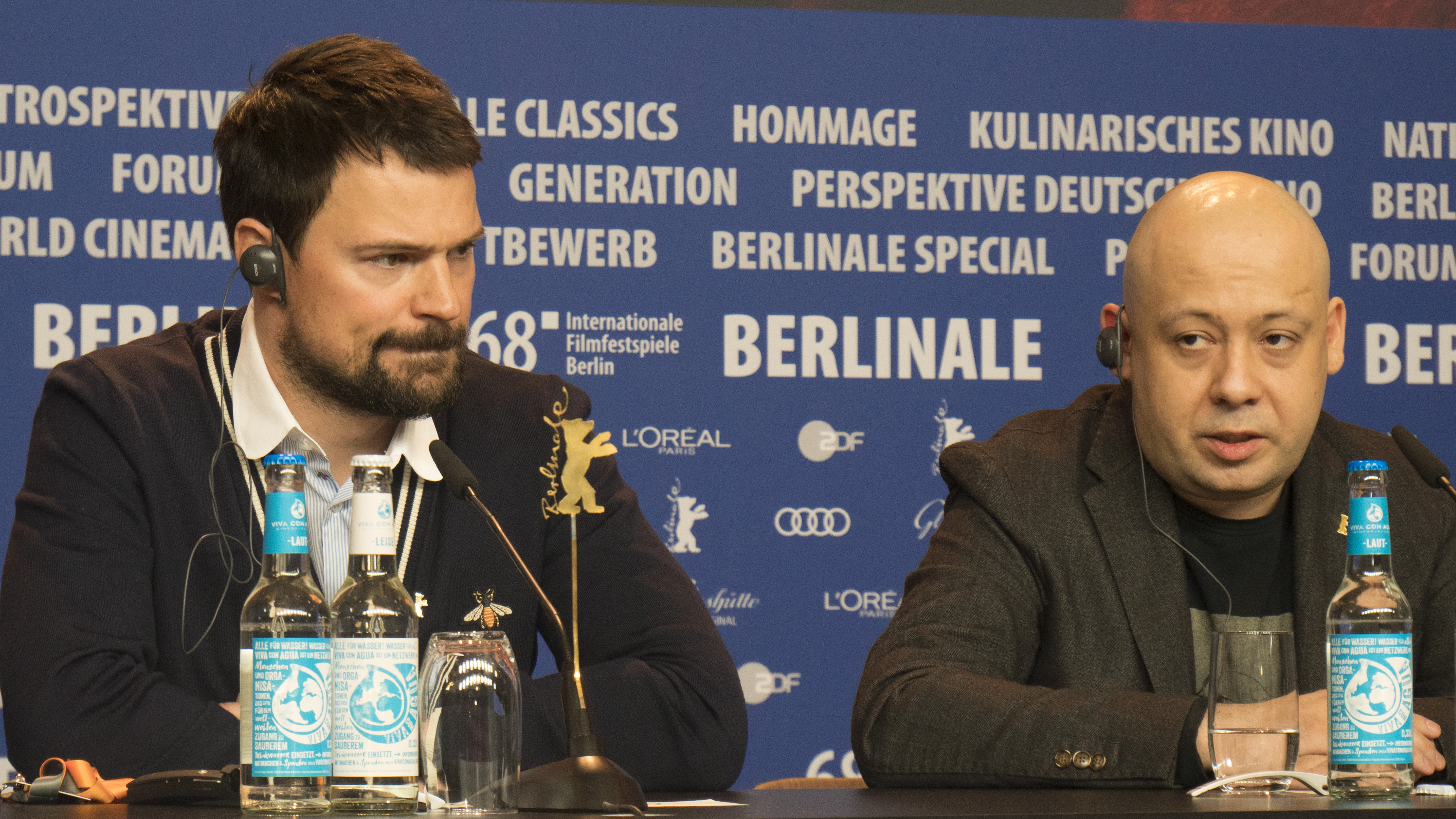
На пресс-конференции, с актёром и режиссёром Данилой Козловским, 2018

- 2009 — Короткое замыкание (новелла «Ким»)
- 2011 — Из Токио (короткометражка)
- 2015 — Под электрическими облаками
- 2018 — Довлатов
- 2021 — Дело
- 2022 — Воздух

## Награды и номинации
Награды
- Премия «Ника» в номинации «Открытие года» — 2003 (Последний поезд)
- Приз Луиджи де Лаурентиса (особое упоминание) Венецианского кинофестиваля — 2003 (Последний поезд)
- Премия «Ника» за лучшую работу режиссёра — 2005 (Garpastum)
- Премия «Ника» за лучшую работу режиссёра — 2008 (Бумажный солдат)
- «Серебряный лев» Венецианского кинофестиваля за лучшую работу режиссёра — 2008 (Бумажный солдат)
- Премия Киноакадемии Азиатско-Тихоокеанского региона (Asia Pacific Screen Awards) в номинации «Достижения в области режиссуры» — 2017 (Под электрическими облаками)[6][7]
- Кинофестиваль «Литература и кино» в Гатчине — приз за лучшую режиссуру — 2018 (Довлатов)[8]
- Кинофестиваль «Окно в Европу» — приз «За вклад в киноискусство» — 2021[9].

Номинации
- «Золотой лев» Венецианского кинофестиваля — 2005 (Garpastum)
- «Золотой лев» Венецианского кинофестиваля — 2008 (Бумажный солдат)
- Премия «Золотой орёл» за лучшую работу режиссёра — 2008 (Бумажный солдат)